# Бивакът (филм, 1896)
„Бивакът“ (на френски: Le Bivouac) е френски късометражен документален ням филм, заснет от режисьора Жорж Мелиес през 1896 година. Кадри от филма не са достигнали до наши дни и той се смята за изгубен.